# Chrysosoma lofokiana
Chrysosoma lofokiana är en tvåvingeart som beskrevs av Jennifer L. Hollis 1964. Chrysosoma lofokiana ingår i släktet Chrysosoma och familjen styltflugor. Inga underarter finns listade i Catalogue of Life.